# Zilveren maan boven Providence
Zilveren maan boven Providence is een stripreeks van de hand van Franse striptekenaar Éric Hérenguel. Het is een fantastische western, naar eigen zeggen van de tekenaar, geïnspireerd door de schrijver Richard Brautigan. De reeks bestaat uit twee delen die verschenen bij uitgeverij Glenat, respectievelijk in 2005 en 2008.

## Inhoud
In deze tweeluik zijn twee genres, 'de western' en 'het fantasyverhaal' vermengt. Rond 1880, in een dorpje in het oosten van de Verenigde Staten, worden dorpelingen op gruwelijke wijze om het leven gebracht. James Stuart, de plaatselijke sheriff, heeft geen idee wie of wat dit bloedvergieten veroorzaakt. Hij krijgt hulp van de knappe en doortastende Caty Gatling. Zij en de sheriff komen er spoedig achter dat de moorden het een en ander met de bouw van de nieuwe dorpskerk te maken hebben. 

## Albums
| Nummer | Titel                      | Verschenen | Uitgeverij |
| ------ | -------------------------- | ---------- | ---------- |
| 1      | De kinderen van de afgrond | 2005       | Glenat     |
| 2      | God bij de wortel          | 2008       | Glenat     |